# Turkui katedrális
A turkui katedrális Finnország egyetlen középkori katedrálisa. A dél-finnországi Turku városának központjában, közvetlenül az Aurajoki folyó mellett található épület. A 13. századi székesegyházzá avatása óta Turku érsekének székhelye, és egyben a Finn Evangélikus-Lutheránus Egyház főtemploma is. A turkui katedrális Finnország nemzeti kincsének számít.

## Megalapítása

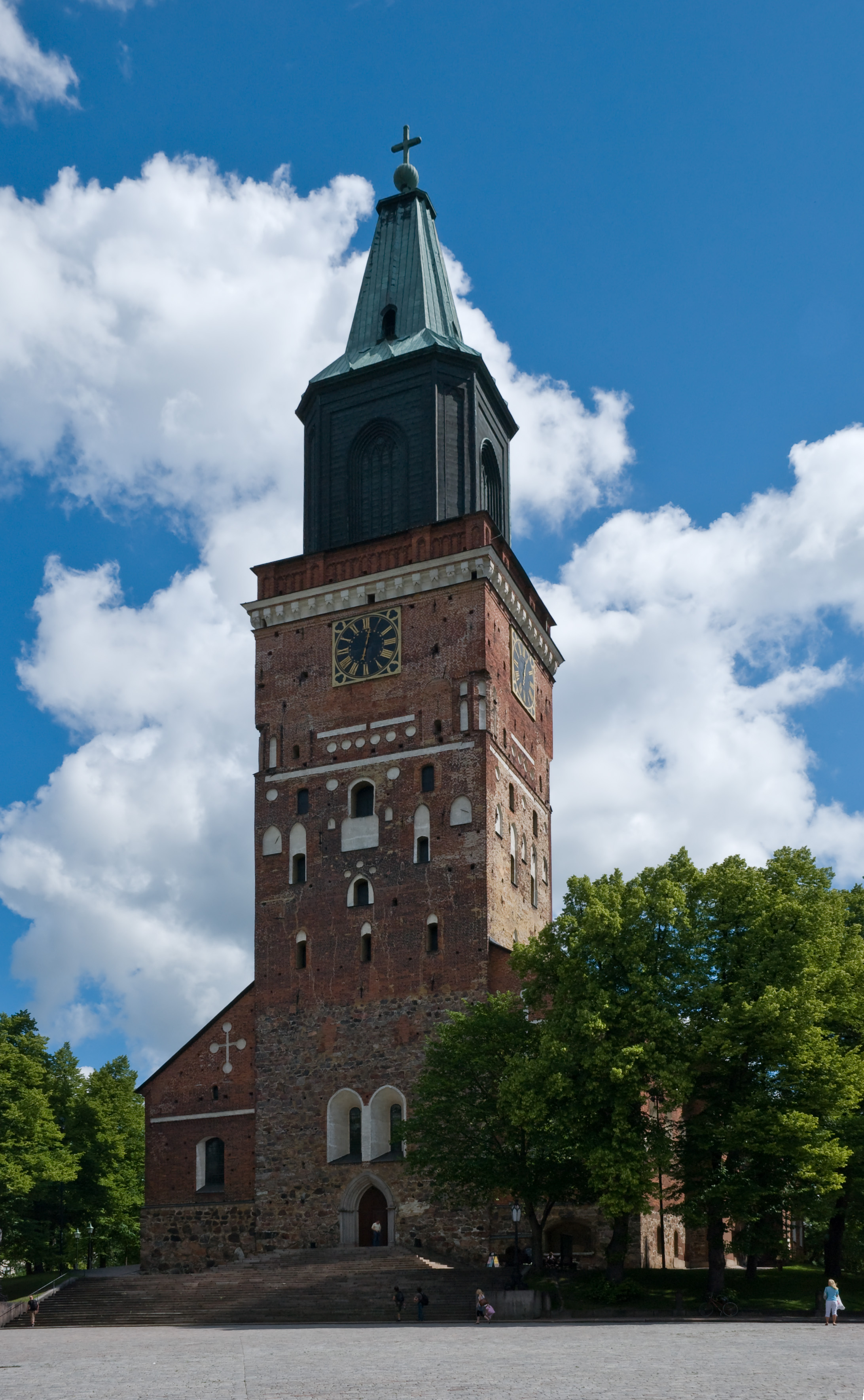
A turkui katedrális tornya

Egy dombon áll a székesegyház, ami körül kifejlődött egy középkori város, kb. másfél km-re a helytől, ami országos szinten csak egy kisebb kikötő volt, ahol az Aura-folyó a városból kiérve a Balti-tengerbe ömlik. Amikor az 1300-as években a székesegyházat felszentelték, már volt egy sziget a folyótorkolatnál (a várostól kb. 3 km-re), ahol a város számára egy védvárat állítottak, ez mutatja az egyház és a világi hatalom kapcsolatát a középkori Finnországban.
A tényleges uralkodói a vidéknek kétségkívül a turkui püspökök voltak, akik a dóm építését az évszázadok alatt folytatták, ezzel maguknak is méltó emléket állítva. A dóm alapkőletételével együtt (1249 körül) egy dominikánus kolostort is megalapítottak Turkuban, amit Szent Olavnak szenteltek. A 14. században a vidék a katedrális iskolájával az első tanintézete volt az országnak. A középkorban két kórházat is fenntartottak a városban.
Bár Turkut többször is érték fosztogatások, vagy a tűzvészeknek esett áldozatul – a székesegyházon, a püspöki palotán, a káptalanházon, és néhány céhen kívül –, mégis lassanként egy fontos tudományos és közigazgatási központtá fejlődött.
A középkori finn püspöki krónika szerint a katedrális káptalanjának megalapítására 1276-ban került sor. A papok kitanításának megkezdése körülbelül ekkorra tehető, sőt fontos lépésnek tekinthető Finnország nyugati kultúrkörbe való beilleszkedése szempontjából.
A turkui székesegyház  toronyórájának ütéseit, a déli harangszót egész Finnország hallgatja, a torony képe pedig annyira közismert, hogy szinte Turku emblémájával, a vár képével vetekszik. A templom empire stílusú résztetejét és a klasszicista tornyot Engel tervezte.
Finnországban a kereszténység felvételének idejéül az ún. első keresztes hadjárat évét, 1157-et szokták megjelölni. Ekkor nevezte ki a pápa az első finnországi püspököt az angol származású uppsalai püspök, Henrik személyében, aki hamarosan a pogány Lalli merényletének áldozata lett.
Az első püspöki székhely nem Turkuban volt, hanem egy kicsit távolabb, Rantamäkiben, ahonnan IX. Gergely pápa engedélyével 1229-ben költöztették át Turkuba. A mai székesegyház helyén, az Unikankaarre nevű folyóparti emelkedésen ekkoriban fatemplom állott, amelyet a mintegy 2 km-re levő, régészeti leleteiről híres Koroinen település német kereskedői építettek hálából Szűz Mária tiszteletére. Az egykori templomnak csak a sekrestyéje volt kőből, maradványai a mai oltártól balra a templom legrégebbi részei.

## A templom átépítései
A székesegyház építésének első szakasza I. Johannes püspök nevéhez fűződik. A svédországi korai gótikus templomok mintájára téglából építtette a templomot, amelyből azonban turkui működése idején (1290-ig) csak a kórus és a három hajó egy része készült el. Ebből az időből két maradvány látható a mai templomban: az egyik a szószék alatti oszlop része, a másik pedig a sekrestye bal oldalán levő pillér.
A pompázatosnak induló templom építésében gyökeres fordulatot idézett elő Johannes püspök utódjának, az első finn származású turkui püspöknek, I. Maununak az építtető tevékenysége. Ő ugyanis a balti építészetet tekintette példának. A balti hatás nemcsak az építészeti stílusban és módban, hanem a liturgiában is megmutatkozott: a turkui székesegyházban a domonkos-rendi liturgia szerint folytak a szertartások. A templom alaprajzán és belső kiképzésén jelentős változtatásokat végeztetett el, a pompa helyett a méltóságteljes egyszerűségre törekedett.
Mikor 1300-ban felszentelték a székesegyházat, hozták ide a Lalli által meggyilkolt, majd szentté és Finnország védőszentjévé vált Henrik püspök földi maradványait. 1318-ban azonban a Novgorodi Fejedelemséggel vívott csaták alatt a támadók felégették a várost, és a templom építését újra kellett kezdeni. Most a Hanza-városok gótikus kőtemplomai szolgáltak mintául.
A székesegyház a mai hosszúságát az 1300-as évek építkezései során érte el. Az 1360 körüli időkből, Hemminki püspök idejéből származik a nyolcszögű oszlopokból álló oszlopsor.
Az 1300-as évek végétől a hajók oldalához egymás után simultak oda a kápolnák, amelyek végül körbevették a három hajót. A templom egyre sötétebb lett. Az 1460-as években Pietari Kemiöläinen mester vezetésével a falakat magasabbra emelték, és ablakokat vágtak rájuk, hogy a hajók ne boruljanak teljes sötétségbe. Ekkor nyerte el végső formáját a bejárattal szemben levő Mindenszentek kápolna (Kaikkien pyhien kappeli).
A székesegyházat – a várossal együtt – 1509-ben lerohanták a dánok, és a templom minden mozdítható műtárgyát, a püspöki kincstár minden darabját magukkal vitték. Hosszas tárgyalások után csak a püspöki jelvényeket sikerült tőlük visszaszerezni, ezeket is csak súlyos váltságdíj fejében.
A reformációval a templom történetének válságos időszaka kezdődött. A protestantizmussal járó puritánság nem igényelte a székesegyház további díszítését. Az 1546-os nagy tűzvészben pedig a középkori berendezés teljes egészében a tűz martaléka lett. Hasonló okból a templombelső még sokszor kellett újjáalakítani. 1649–50-ben a híres finnországi szobrász, Mikael Balt keze munkájaként, Henrik Fleming megrendelésére új, fából faragott szószék készült, de már 1683-ban egy újabb tűzvész áldozata lett. A turkui székesegyház – miként maga az egyházkerület is – a reformáció elrendelésével elszegényedett. XI. Károly svéd király elrendelte az egyházi javak elkobzását, és a kincsek Svédországba szállítását. Különösen ez utóbbit nehezményezték a finnországi rendek a papi renddel az élen.

## Híres halottak
A finnországi főnemesi családok jelentős része nem Turkuban, hanem a közvetlen közelben – ma már néha a megnőtt város területén – fekvő birtokain, nemesi udvarházaiban élt. Arra azonban egyre nagyobb gondot fordított, hogy Finnország első templomába temetkezzék. A XVII. századtól figyelhető meg az a mindmáig élő hagyomány, miszerint a családtól távol elesettek holttestét minden nehézség ellenére a hazai földben kell eltemetni. Az 1616-ban, Pszkov ostrománál elesett hadvezér, Eevert Horn nyitotta meg a XVII. század nevezetes halottainak sorát a turkui székesegyházban. Síremléke Arendt Passer tallinni kőfaragómester munkája.
1621-ben Gusztáv Adolf lív földön elesett, skót származású hadvezére, Samuel Cockburn került ide. 1640 szeptemberében pedig, addig ritkán látott ünnepélyességgel temették el itt a harmincéves háború finn katonáinak, a hakkapelitáknak a főparancsnokát, XIV. Erik király unokáját, Pietari Brahe főkormányzó sógorát, Åke Tott marsallt. A síremléket második felesége, Kristiina Brahe készíttette. A székesegyház ún. Tott-kápolnájában áll teljes életnagyságban a fekete márványoszlopos háttér előtt a két fehér márványalak, Åke Tott és első felesége, Sigrid Bielke.
1644-ben a finn lovasság Dániában elesett főparancsnokát, Torsten Stålhandskét temették ide. Felesége, Kristiina Horn egy stockholmi szobrásszal készíttette el – idejében gondolva saját magára is – gazdagon díszített közös márványsíremléküket. T. Stålhandske kettős koporsóban nyugszik, mindkettő rendkívül díszes. A Horn család, egyike a legnevezetesebb finnországi főnemesi családoknak, gyakran szerepelt a székesegyház donátorai között. Az említett Eevert Horn fia, Kustaa Horn és felesége, a szintén nem akármilyen családból származó Barbro Kurki például 1654-ben egy nagy alakú, gyertyát tartó angyalalakot ajándékozott a templomnak pár évvel korábban idetemetett lánygyermeke emlékére.
Az egyik kápolnában egyszerű, de ünnepélyes, „Catharina Månsdotter” feliratú márványkoporsóban nyugszik XIV. Erik király finn felesége, Kaarina Maununtytär. A szarkofágot 1867-ben készítették a turkui várban működő ún. vártemplom lelkészének, a város egyik legnevesebb történetírójának, Adolf Lindmannak a javaslatára.

## A turkui tűzvész után
Az 1827-es tűzvészben a székesegyház erősen megrongálódott. A város első feladatának tekintette az ősi nemzeti emlékhely mielőbbi újjáépítésének megszervezését. A helyreállítási munkákat kezdetben Helsinki főépítésze, az orosz cár által Turkuba rendelt német származású Johan Carl Ludvig Engel, később a szintén neves Jacob Johan Ahrenberg építész irányította.
Fredrik Westin 1836-ban fejezte be az oltárképet. A finn művészettörténet jeles alakjának, Robert Wilhelm Ekhannnak a freskói – két történeti és egy bibliai tárgyú – 1850 és 1854 között készültek el. A munkával igyekezniük kellett, mert a kereszténység felvételének 700 éves évfordulóját 1857-ben ebben a székesegyházban volt illő megünnepelni. Ez sikerült is, a templomot azonban még több évtizedig lehetett javítgatni, új alkotásokkal díszíteni. 1871-től több kápolna új, díszes üvegablakot kapott. Az üvegfestmények készítője a München közelében élő, hajdan az Ekman-féle turkui rajziskolában tanult orosz művész, Wladimir Swertsckoff volt. 1871-ben készült el a „Kaarina Maununtytär lemond a trónról”, 1876-ban pedig a „Krisztus a keresztfán” és a „II. Gusztáv Adolf Eevert Horn holtteste mellett” című kompozíció. Ez utóbbi a Tavast nevű püspök-dinasztia kápolnáját díszíti, mivel Eevert Horn síremléke itt található. A helyreállítási munkálatok befejezésének évéül az 1928-as évet szokták emlegetni, a székesegyház ekkorra kialakult formáját tartják véglegesnek.

## A katedrális és környéke ma
A székesegyház gyakran templomi hangversenyek színhelye. Mivel a székesegyházban gyakoriak a különféle szertartások, esküvők, svéd és finn nyelven külön-külön időpontokban az istentiszteletek, hangversenyek stb., nem árt az ide látogatónak előre tájékozódni, mikor tekinthetik meg zavartalanul a templomot.
A székesegyház déli oldalán áll Mikael Agricola szobra, Oskari Jauhiainen alkotása (1952). Itt van eltemetve a finn nemzeti tudományok atyjának nevezett híres finn polihisztor, Henrik Gabriel Porthan is. A Szomszédos Porthan-parkot Finnország első köztéri szobra díszíti: Porthan képmása.